# Raoul Foulon
Pour les articles homonymes, voir Foulon.
Raoul Foulon, né à Longueau le 16 mai 1925 et mort à Paris le 17 janvier 2022, est un photographe de plateau et réalisateur français.

## Biographie
Raoul Foulon, photographe de plateau, a réalisé un seul long métrage, Le Trouble-fesses, sorti en 1976.

## Filmographie

### Réalisateur
- 1976 : Le Trouble-fesses

### Photographe de plateau
- 1960 : Le Capitan d'André Hunebelle
- 1961 : Le Miracle des loups d'André Hunebelle
- 1961 : La Fille aux yeux d'or de Jean-Gabriel Albicocco
- 1964 : Allez France ! de Robert Dhéry
- 1967 : Le Grand Dadais, de Pierre Granier-Deferre
- 1967 : La Louve solitaire d'Édouard Logereau
- 1968 : La Bande à Bonnot de Philippe Fourastié
- 1969 : La Maison de campagne de Jean Girault
- 1969 : Un merveilleux parfum d'oseille de Rinaldo Bassi
- 1970 : Qui ? de Léonard Keigel
- 1970 : La Rupture de Claude Chabrol
- 1970 : Les Novices de Guy Casaril